# Herbert Erhard
Herbert Erhard (* 6. Juli 1930 in Fürth; † 3. Juli 2010 ebenda), fälschlicherweise oft Erhardt geschrieben; auch „Ertl“ genannt, war ein deutscher Fußballspieler, der in den Jahren 1953 bis 1962 50 Länderspiele für die A-Nationalmannschaft bestritt und dabei ein Tor erzielte. Er spielte 20 Jahre lang für die SpVgg Fürth und beendete seine Laufbahn in den 1960er-Jahren beim seinerzeitigen Zweitligisten FC Bayern München. In seiner kurzen Trainerlaufbahn im Amateurbereich führte er den BC Augsburg zur Vizemeisterschaft in der seinerzeit drittklassigen Amateurliga Bayern.

## Vereinskarriere

### SpVgg Fürth, 1942 bis 1962
Beim dreimaligen Deutschen Meister, der Spielvereinigung Fürth, durchlief der gebürtige Fürther Herbert Erhard alle Altersklassen in der Jugendabteilung der „Weiß-Grünen“ vom Ronhof. Mit seinem späteren Mitspielern in der Oberligaelf, Richard Gottinger, wuchs er auf und spielte mit ihm auch regelmäßig auf der Straße Fußball. In der Schülermannschaft wurde Erhard von Ex-Nationalspieler Hans Hagen trainiert. Der robuste Kämpfertyp, dem der filigrane Umgang mit dem Ball nicht in die Wiege gelegt war, kam knapp vor seinem 18. Geburtstag zum ersten Einsatz in der Oberliga Süd. Am 20. Juni 1948, die „Kleeblatt-Elf“ empfing den FC Wacker München, debütierte Herbert Erhard beim 3:0-Heimsieg als rechter Läufer in der Ligamannschaft der Spielvereinigung. Als Tabellenfünfzehnter erlebte er den Abstieg seines Vereins.
In der Landesliga Bayern kam Erhard zu 16 Spielen, in denen er ein Tor schoss. Umgehend stiegen die Franken im Spieljahr 1948/49 wieder in die Oberliga Süd auf und gewannen sensationell 1950 die süddeutsche Meisterschaft. Dabei bestritt der Nachwuchsspieler lediglich drei Spiele in der Oberliga. Als der Titelverteidiger im Süden 1951 die Vizemeisterschaft erringen konnte, gehörte er aber mit 25 Einsätzen bereits der Stammbesetzung der Mannschaft von Trainer Helmut Schneider an. Er absolvierte an der Seite von Max Appis, Hans Bauer, Richard Gottinger, Karl Mai und Horst Schade fünf von sechs Spielen in der Endrunde um die deutsche Meisterschaft gegen den 1. FC Kaiserslautern, den FC Schalke 04 und den FC St. Pauli.
Fürth verpasste knapp in der Runde 1952/53 als Dritter hinter Meister Eintracht Frankfurt und dem Vizemeister VfB Stuttgart den erneuten Einzug in die Endrunde um die deutsche Fußballmeisterschaft. Erhard hatte 29 von 30 Oberligaspielen bestritten und Horst Schade mit 22 Treffern die Torjägerliste im Süden angeführt, bevor er 1953/54 beim 1. FC Nürnberg auf Torejagd ging. Es folgten drei Jahre mit zweistelligen Platzierungen, ehe 1957 bis 1959 nochmals der Anschluss an die führenden Teams gelang. In der Runde 1957/58 kam die „Kleeblatt“-Mannschaft punktgleich mit 39:21 Zählern mit Eintracht Frankfurt auf dem vierten Platz ein und hatte in 30 Spielen nur 33 Gegentreffer kassiert. Trainer Jenő Csaknády konnte dabei in 28 Spielen auf den Einsatz, die Zweikampfstärke und Zuverlässigkeit von „Ertl“ Erhard bauen. Von 1960 bis 1962 gehörte Fürth wieder den hinteren Tabellenregionen an. Im Weltmeisterschaftsjahr 1962 entging die „Ronhof-Elf“ knapp mit drei Punkten Vorsprung dem Abstieg. Unter Trainer Jenő Vincze belegten die „Weiß-Grünen“ den 12. Rang. Erhard kam in 28 Begegnungen zum Einsatz und beendete mit dem 3:1-Sieg am 15. April 1962 im Heimspiel gegen den BC Augsburg seine Laufbahn bei der Spielvereinigung Fürth.
Hinter Richard Gottinger, der 347 Oberligaeinsätze bestritt, belegt Erhard mit 335 Partien in der Oberliga Süd den zweiten Rang in der Fürther Spielerliste. In diesen Spielen kam er auf 19 Tore. Insgesamt steht er in der Südliga mit 363 Einsätzen auf dem sechsten Rang.

### FC Bayern München, 1962 bis 1964
Am 19. August 1962 bestritt der 32-jährige Ex-Fürther das erste Oberligaspiel für den FC Bayern München. Im Jahr vor der Gründung der Bundesliga lief das Ausscheidungsrennen um die Plätze für die neue höchste Spielklasse, und um das Ziel der Aufnahme realisieren zu können, wurde der Defensivspezialist von den Bayern verpflichtet. Dazu kam in München noch die lokale Konkurrenz durch die „Löwen“ hinzu. Helmut Schneider, der Trainer in den Anfangsjahren von Erhard bei der Spielvereinigung, setzte auf die langjährig gezeigte Klasse von „Ertl“ bei der Stabilisierung der Bayern-Abwehr. In der Offensive vertraute man auf Peter Grosser, Dieter Brenninger und Rainer Ohlhauser. Seine Premiere gegen Eintracht Frankfurt endete mit einer ernüchternden 0:5-Heimniederlage. Da auch noch das zweite Auswärtsspiel am 9. September 1962 mit einer deftigen 1:6-Schlappe bei der TSG Ulm 1846 verloren ging, konnte nicht von einem geglückten Start gesprochen werden. Nach der Hinrunde standen die Bayern dennoch mit 21:9 Punkten auf dem dritten Rang, zwei Punkte hinter dem 1. FC Nürnberg und einen Punkt hinter dem TSV 1860 München. Am Saisonende zogen die „Löwen“ als Südmeister zusammen mit dem Vize 1. FC Nürnberg in die Endrunde und auch in die Bundesliga ein. Dem FC Bayern München reichte der dritte Platz dagegen nicht zur Nominierung für die neue Spielklasse. Erhard hatte 28 Spiele bestritten, ein Tor erzielt und war auch im Messepokal 1962/63 in den beiden Vergleichen mit Dinamo Zagreb im Einsatz gewesen. In seinem zweiten Jahr bei den Bayern kam Zlatko Čajkovski vom 1. FC Köln als neuer Trainer zu den „Roten“. Im Spielerkader zogen Willi Giesemann und Peter Grosser durch ihre Wechsel zum Hamburger SV bzw. zum TSV 1860 München die Bundesliga der Regionalliga Süd vor. Erhard absolvierte in der Regionalligasaison 1963/64 35 von 38 Ligaspielen, in denen er vier Tore erzielte, und zog als Zweiter der Meisterschaft mit den Bayern in die Aufstiegsrunde ein. Dort setzte sich aber überraschend Borussia Neunkirchen durch und verwies den Favoriten von der Grünwalder Straße auf den zweiten Rang. Erhard bestritt fünf von sechs Begegnungen in der Aufstiegsrunde.
Nach den zwei Spielzeiten beim FC Bayern München beendete Erhard 1964 mit 34 Jahren seine 17-jährige Ligalaufbahn und kehrte wieder in seine Heimatstadt nach Fürth zurück.
Im Buch über die Oberliga Süd von Werner Skrentny wird er über seinen Wechsel zum FC Bayern München mit folgender Aussage zitiert:

„50.000 Mark Handgeld waren damals sehr viel Geld und davon habe ich mir ein Haus gebaut. Für mich hat sich der Wechsel als großer Glücksfall erwiesen, denn die Verhältnisse bei den Bayern waren mit Fürth nicht zu vergleichen. Bei der Spielvereinigung hatte man die 320 DM Grundgehalt mit vielleicht 200 DM Prämien, in München 1.500 Fixum plus Prämien“. Arbeiten musste er in München nicht, „wir waren damals praktisch Profis.“

## Nationalmannschaft
Bundestrainer Sepp Herberger sichtete den Fürther Defensiv-Allrounder am 4. Juni 1953 in Augsburg beim Spiel einer DFB-Auswahl gegen Süddeutschland, als Erhard als rechter Verteidiger der Regionalmannschaft genauso überzeugte wie sein Vereinsspieler Richard Gottinger als linker Außenläufer. Herberger setzte beide Fürther zehn Tage später in der B-Nationalmannschaft im Länderspiel in Düsseldorf gegen die Auswahl Spaniens beim 5:2-Erfolg ein. Anfang August 1953 gehörte Erhard dem Aufgebot für das erste WM-Qualifikationsspiel am 19. August 1953 in Oslo gegen die Auswahl Norwegens an, kam aber beim 1:1-Unentschieden noch nicht zum Einsatz. Der Bundestrainer hatte ein Testspiel gegen eine Schweizer Auswahl am 2. September 1953 in Konstanz angesetzt, in dem er wiederum die zwei Fürther, Erhard und Gottinger, in einem internationalen Test sehen wollte. Beide überzeugten beim 2:0-Sieg der Herberger-Mannschaft durch eine erstklassige Vorstellung. Der Bundestrainer belohnte diese Leistung mit dem Debüt in der A-Nationalmannschaft am 11. Oktober 1953 im WM-Qualifikationsspiel in Stuttgart gegen die Saarländische Nationalmannschaft. Erhard bildete mit dem VfB-Spieler Erich Retter das Verteidigerpaar und Karl Mai und Gottinger agierten als Seitenläufer. Drei Spieler der Spielvereinigung Fürth debütierten damit beim 3:0-Sieg gegen das von Helmut Schön betreute Saarland. Herberger nahm Erhard mit zur Weltmeisterschaft 1954 in die Schweiz. Beim überraschenden Titelgewinn kam er aber nicht zum Einsatz. Zu seiner zweiten Länderspielberufung kam er beim ersten Länderspiel nach dem WM-Turnier, am 26. September 1954 in Brüssel gegen die Auswahl Belgiens, als der Weltmeister mit 0:2 Toren unterlag und damit eine längere Phase der Erfolglosigkeit einleitete. Den Durchbruch in der Nationalmannschaft erlebte der alle Positionen in der Abwehr beherrschende Franke in der Weltmeisterschaftssaison 1957/58. Am 20. November 1957 bestritt er beim 1:0-Erfolg in Hamburg gegen die Auswahl Schwedens als rechter Verteidiger sein dreizehntes Länderspiel. Es folgten zwei Länderspiele gegen die Auswahlen Ungarns und Belgiens, bevor Erhard am 19. März 1958 erstmals die Mittelläuferrolle in der Nationalmannschaft bekleiden durfte. Es wurde sein Durchbruch zum Abwehrchef in der Nationalmannschaft. In Frankfurt war Spanien mit dem international renommierten Innensturm László Kubala, Alfredo Di Stéfano und Luis Suárez zu Gast. Es stellte die Generalprobe für das WM-Eröffnungsspiel gegen Argentinien am 8. Juni 1958 in Malmö dar. Bundestrainer Herberger fand beim überzeugenden 2:0-Sieg zu seiner Abwehrformation für das WM-Turnier in Schweden. Der Defensivverbund mit Torhüter Fritz Herkenrath, den Verteidigern Georg Stollenwerk und Erich Juskowiak sowie der Läuferreihe Horst Eckel, Erhard und Horst Szymaniak bewährte sich dabei hervorragend gegen die individuelle Klasse der Iberer. Bei der Weltmeisterschaft 1958 in Schweden überzeugte Erhard auch international als Mittelläufer und war wesentlich daran beteiligt, dass der Titelverteidiger in das Halbfinale gegen den Gastgeber einzog. Da der Bundestrainer im Spiel um den dritten Platz gegen die Auswahl Frankreichs auch seine Reservisten zum Einsatz bringen wollte, wechselte der Fürther ausgerechnet gegen die offensivstarke Überraschungsmannschaft aus Frankreich, aus der Abwehrzentrale – dort kam der Essener Heinz Wewers zum Einsatz – auf die linke Verteidigerposition. Das überragende französische Innentrio Just Fontaine/Raymond Kopa/Roger Piantoni nutzte das beim 6:3-Erfolg reichlich aus.
Zum Spielführer wurde Erhard erstmals bei seinem 29. Länderspieleinsatz am 20. Mai 1959 in Hamburg gegen die Auswahl Polens berufen. Nach der erfolgreichen WM-Qualifikation gegen die Auswahl Nordirlands und Griechenlands gehörte er auch dem WM-Aufgebot für das Turnier 1962 in Chile an. Die deutsche Mannschaft schied zwar nach der 0:1-Niederlage im Viertelfinale gegen die Auswahl Jugoslawiens aus, die Abwehr überzeugte aber mit Stopper Erhard in den Spielen gegen Italien, Schweiz, Chile und auch am 10. Juni 1962 in Santiago in seinem 49. Länderspiel gegen Jugoslawien. Zu Beginn der Runde 1962/63, Erhard war mit 32 Jahren zum FC Bayern München gewechselt, verabschiedete er sich mit seinem 50. Länderspiel am 30. September 1962 in Zagreb gegen Jugoslawien nach dem 3:2-Erfolg durch drei Tore von Heinz Strehl, aus der Fußballnationalmannschaft.

## Nach der Spielerkarriere
1969 erwarb Erhard die Trainerlizenz bei einem Lehrgang in Köln. Der Inhaber des DFB-Ehrenschildes war von 1964 bis 1968 als Trainer bei der SpVgg Büchenbach und danach in Augsburg tätig. Hier war er in der Spielzeit 1968/1969 letzter Trainer des BC Augsburg und nach der Fusion mit den Fußballern des TSV Schwaben Augsburg erster Trainer des so entstandenen FC Augsburg. Mit dem gerade aus der Regionalliga abgestiegenen BC wurde er dabei in der damals drittklassigen Amateurliga Bayern Vizemeister von 1969 und verfehlte den unmittelbaren Wiederaufstieg nur aufgrund der Tordifferenz. Mit dem FC Augsburg erreichte er in der Folgesaison den vierten Platz.
Später trainierte er im gehobenen Amateurbereich noch die SpVgg Landshut, den 1. FC Herzogenaurach, die SG Quelle Fürth und den TSV Wachendorf.
Erhard, der rund 800 Einsätze für die „Kleeblättler“ bestritt, war bis zu seiner Pensionierung 1994 als Sportlehrer an der Fürther Hauptschule „Pfisterstraße“ beschäftigt.
Herbert Erhard starb am 3. Juli 2010, am selben Tag als die Nationalmannschaft bei der Weltmeisterschaft in Südafrika im Viertelfinale die Auswahl Argentiniens mit 4:0 besiegte, nach langer, schwerer Krankheit in seiner Heimatstadt Fürth, kurz vor seinem 80. Geburtstag.

## Verweis
- Deutschland bei der WM 1954 in der Schweiz
- Deutschland bei der WM 1958 in Schweden
- Deutschland bei der WM 1962 in Chile